# Piłka Siatkowa AZS UWM 2021-2022
Questa voce raccoglie le informazioni riguardanti il Piłka Siatkowa AZS UWM nelle competizioni ufficiali della stagione 2021-2022.

## Organigramma societario
Area direttiva
- Presidente: Tomasz Jankowski
- Team manager: Marcin Mierzejewski

Area tecnica
- Allenatore: Marco Bonitta (fino a 12 2022), Carlos Weber (da 12 2022)
- Allenatore in seconda: Matteo Bologna (fino a 12 2022), Marcin Mierzejewski (da 12 2022)
- Scout man: Mateusz Nykiel

Area comunicazione
- Media: Mateusz Lewandowski

Area marketing
- Responsabile marketing: Marcin Zarębski

## Rosa
| N° | Nome                 | Ruolo | Data di nascita   | Nazionalità sportiva |
| -- | -------------------- | ----- | ----------------- | -------------------- |
| 1  | Karol Jankiewicz     | P     | 21 febbraio 1996  | Polonia              |
| 3  | Jędrzej Gruszczyński | L     | 13 novembre 1997  | Polonia              |
| 4  | Jan Król             | O     | 23 agosto 1999    | Polonia              |
| 5  | Jan Firlej           | P     | 26 settembre 1996 | Polonia              |
| 6  | Robbert Andringa     | S     | 28 aprile 1990    | Paesi Bassi          |
| 7  | Dawid Siwczyk        | C     | 1º gennaio 1993   | Polonia              |
| 9  | Szymon Jakubiszak    | C     | 13 febbraio 1998  | Polonia              |
| 10 | Meisam Salehi        | S     | 17 novembre 1998  | Iran                 |
| 11 | Torey DeFalco        | S     | 10 aprile 1997    | Stati Uniti          |
| 13 | Taylor Averill       | C     | 5 marzo 1992      | Stati Uniti          |
| 15 | Jakub Ciunajtis      | L     | 6 settembre 1998  | Polonia              |
| 16 | Mateusz Poręba       | C     | 13 marzo 1999     | Polonia              |
| 17 | Redi Bakiri          | S     | 22 luglio 2000    | Albania              |
| 18 | Wiktor Janiszewski   | S     | 1º marzo 2002     | Polonia              |
| 21 | Karol Butryn         | O     | 18 giugno 1993    | Polonia              |